# Baron Newton
Baron Newton, of Newton-in-Makerfield in the County Palatine of Lancaster, ist ein erblicher britischer Adelstitel in der Peerage of the United Kingdom.
Der Titel wurde am 27. August 1892 für den konservativen Politiker William John Legh geschaffen.

## Liste der Barone Newton (1892)
- William John Legh, 1. Baron Newton (1828–1898)
- Thomas Wodehouse Legh, 2. Baron Newton (1857–1942)
- Richard William Davenport Legh, 3. Baron Newton (1888–1960)
- Peter Richard Legh, 4. Baron Newton (1915–1992)
- Richard Thomas Legh, 5. Baron Newton (* 1950)

Titelerbe (Heir apparent) ist der Sohn des jetzigen Barons, Piers Richard Legh (* 1979).